# Aşağıkızılöz, Kadışehri
Aşağıkızılöz là một xã thuộc huyện Kadışehri, tỉnh Yozgat, Thổ Nhĩ Kỳ. Dân số thời điểm năm 2010 là 142 người.